# 東海林康和
東海林 康和（しょうじ やすかず）は、日本のアニメーター、キャラクターデザイナー。オー・エル・エム所属。
2006年以降は、複数の作品で作画監督を務める。

## 参加作品

### テレビアニメ
1996年
- みどりのマキバオー（1996年 - 1997年、原画）

1997年
- 白鯨伝説（1997年 - 1999年、原画）
- 烈火の炎（1997年 - 1998年、原画）
- ポケットモンスター（1997年 - 2002年、原画）

1998年
- ふしぎなメルモ リニューアル版（作画）
- MASTERキートン（1998年 - 1999年、原画）

1999年
- ∀ガンダム（1999年 - 2000年、原画）
- 鋼鉄天使くるみ（1999年 - 2000年、原画）

2001年
- 鋼鉄天使くるみ2式（原画）
- フィギュア17 つばさ&ヒカル（2001年 - 2002年、原画）

2002年
- ポケットモンスター サイドストーリー（2002年 - 2004年、作画監督・原画）

2003年
- コロッケ!（2003年 - 2005年、原画）
- おもいっきり科学アドベンチャー そーなんだ!（2003年 - 2004年、作画監督・原画）

2004年
- アガサ・クリスティーの名探偵ポワロとマープル（2004年 - 2005年、作画監督）

2005年
- SHUFFLE!（2005年 - 2006年、原画）

2006年
- うたわれるもの（作画監督・作画監督協力・原画・第二原画・OP原画）
- スーパーロボット大戦OG -ディバイン・ウォーズ-（2006年 - 2007年、総作画監督・二原協力）
- Gift 〜ギフト〜 eternal rainbow（作画監督・作画監督補佐・原画・原画協力・二原協力・OP原画）

2007年
- デルトラクエスト（2007年 - 2008年、作画監督・原画・第二原画・OP原画）

2008年
- イナズマイレブン（2008年 - 2011年、作画監督・原画・第二原画）

2009年
- たまごっち!（2009年 - 2012年、キャラクターデザイン・総作画監督・OP作画監督・ED作画監督）

2012年
- たまごっち! ゆめキラドリーム（2012年 - 2013年、キャラクターデザイン・総作画監督・OP作画監督・ED作画監督）

2013年
- たまごっち! みらくるフレンズ（2013年 - 2014年、キャラクターデザイン・総作画監督・OP作画監督・ED作画監督）

2014年
- GO-GO たまごっち!（2014年 - 2015年、キャラクターデザイン・総作画監督・OP作画監督・ED作画監督）

2015年
- かみさまみならい ヒミツのここたま（2015年 - 2018年、総作画監督・原画・キャラクターデザイン）

2018年
- キラキラハッピー★ ひらけ!ここたま（2018年 - 2019年、総作画監督・キャラクターデザイン）

2020年
- メジャーセカンド（第2シリーズ、総作画監督）

2021年
- 異世界食堂2（キャラクターデザイン・総作画監督・作画監督）

2022年
- 異世界美少女受肉おじさんと（総作画監督）
- ラブオールプレー（総作画監督）

2023年
- 悲劇の元凶となる最強外道ラスボス女王は民の為に尽くします。（総作画監督）

2024年
- ダンジョンの中のひと（総作画監督）

2025年
- ニャイト・オブ・ザ・リビングキャット（総作画監督）
- 追放者食堂へようこそ!（総作画監督）

### 劇場アニメ
- ジャングル大帝（1997年、原画）
- 劇場版ポケットモンスター 水の都の護神 ラティアスとラティオス（2002年、原画）
- 劇場版ポケットモンスター ダイヤモンド&パール ギラティナと氷空の花束 シェイミ（2008年、作画監督）
- 映画! たまごっち うちゅーいちハッピーな物語!?（2008年、作画監督）
- 劇場版ポケットモンスター ダイヤモンド&パール アルセウス 超克の時空へ（2009年、作画監督）
- レイトン教授と永遠の歌姫（2009年、原画）
- 劇場版イナズマイレブン 最強軍団オーガ襲来（2010年、作画監督）
- ポケモン・ザ・ムービーXY 光輪の超魔神 フーパ（2015年、作画監督・原画）

### OVA
- ゴルゴ13〜QUEEN BEE〜（1997年、原画）
- ブラック・ジャック KARTE VII（1998年、原画）
- 鋼鉄天使くるみ零（2001年、原画）
- みずいろ（2003年、作画監督・原画・OP原画）

### Webアニメ
- モノのかみさま ここたま（2019年、作画監督）